# Südafrikanische Cricket-Nationalmannschaft gegen Irland in der Saison 2024/25
Die Tour der südafrikanischen Cricket-Nationalmannschaft gegen Irland in der Saison 2024/25 fand vom 18. September bis 7. Oktober 2024 in den Vereinigten Arabischen Emirate statt. Die internationale Cricket-Tour war Bestandteil der Internationalen Cricket-Saison 2024/25 und umfasste drei ODIs und zwei Twenty20s. Südafrika gewann die ODI-Serie mit 2–1, während die Twenty20-Serie 1–1 unentschieden endete.

## Vorgeschichte
Südafrika bestritt zuvor eine Tour gegen Afghanistan, für Irland ist es die erste Tour der Saison. Das letzte Aufeinandertreffen der beiden Mannschaften bei einer Tour fand in der Saison 2022 in Irland statt.

## Stadion
Das folgende Stadion wurde für die Tour als Austragungsort vorgesehen. Auf Grund der irischen Infrastrukturprobleme wurde die Tour in die Vereinigten Arabischen Emirate verlegt und am 22. April 2024 bekanntgegeben.
| Stadion                      | Stadt     | Kapazität | Spiele                   |
| ---------------------------- | --------- | --------- | ------------------------ |
| Sheikh Zayed Cricket Stadium | Abu Dhabi | 20.000    | 1. – 3. ODI; 1. & 2. T20 |

## Kaderlisten
Südafrika benannte seine Kader am 9. September 2024.
Irland benannte seine Kader am 12. September 2024.
| ODI | ODI | Twenty20 | Twenty20 |
| Irland | Südafrika | Irland | Südafrika |
| --- | --- | --- | --- |
| - Paul Stirling (K) - Mark Adair - Andrew Balbirnie - Curtis Campher - George Dockrell - Stephen Doheny (wk) - Gavin Hoey - Fionn Hand - Graham Hume - Matthew Humphreys - Andy McBrine - Neil Rock (wk) - Harry Tector - Lorcan Tucker (wk) - Craig Young | - Temba Bavuma (K) - Ottniel Baartman - Nandre Burger - Tony de Zorzi - Bjorn Fortuin - Wiaan Mulder - Lungi Ngidi - Nqaba Peter - Andile Phehlukwayo - Ryan Rickelton (wk) - Jason Smith - Tristan Stubbs (wk) - Rassie van der Dussen - Kyle Verreynne (wk) - Lizaad Williams | - Paul Stirling (K) - Mark Adair - Ross Adair - Curtis Campher - Gareth Delany - George Dockrell - Fionn Hand - Matthew Humphreys - Graham Hume - Neil Rock (wk) - Harry Tector - Lorcan Tucker (wk) - Ben White - Craig Young | - Aiden Markram (K) - Ottniel Baartman - Matthew Breetzke - Nandre Burger - Bjorn Fortuin - Reeza Hendricks - Patrick Kruger - Wiaan Mulder - Lungi Ngidi - Nqaba Peter - Ryan Rickelton (wk) - Andile Simelane - Jason Smith - Tristan Stubbs (wk) - Lizaad Williams |

## Twenty20 Internationals

### Erstes Twenty20
| 27. September Scorecard | Abu Dhabi | Irland 171-8 (20)               | – | Südafrika 174-2 (17.4) |
|                         |           | Südafrika gewinnt mit 8 Wickets |   |                        |

Südafrika gewann den Münzwurf und entschied sich als Feldmannschaft zu beginnen. Für Irland erzielte Eröffnungs-Batter Ross Adair 18 Runs, bevor Harry Tector und Curtis Campher eine Partnerschaft formten. Tector schied nach 16 Runs aus und nachdem der hineinkommende Neil Rock erzielt hatte, folgte ihm George Dockrell. Campher erreichte 49 Runs und Dockrell 21 Runs. Das Innings endete mit einer Vorgabe von 172 Runs für Südafrika. Bester südafrikanischer Bowler war Patrick Kruger mit 4 Wickets für 27 Runs. Für Südafrika formten die Eröffnungs-Batter Ryan Rickelton und Reeza Hendricks eine Partnerschaft. Hendricks gelang ein Fifty über 51 Runs und kurz darauf schied auch Rickelton nach einem Fifty über 76 Runs aus. In der Folge konnten Matthew Breetzke und Aiden Markram die Vorgabe im 18. Over einholen. Breetzke erzielte dabei 19* Runs und Markram 17* weitere. Die irischen Wickets erzielten Craig Young und Mark Adair. Als Spieler des Spiels wurde Ryan Rickelton ausgezeichnet.

### Zweites Twenty20
| 29. September Scorecard | Abu Dhabi | Irland 195-6 (20)          | – | Südafrika 185-9 (20) |
|                         |           | Irland gewinnt mit 10 Runs |   |                      |

Südafrika gewann den Münzwurf und entschied sich als Feldmannschaft zu beginnen. Für Irland bildeten die Eröffnungs-Batter Paul Stirling und Ross Adair eine Partnerschaft. Stirling schie d nach einem Fifty über 52 Runs aus, woraufhin George Dockrell aufs feld kam. Adair gelang ein Century über 100 Runs aus 58 Bällen und Dockrell erzielte bis zum Ende des Innings 20* Runs, womit er die Vorgabe auf 196 Runs erhöhte. Bester südafrikanischer Bowler war Wiann Mulder mit 2 Wickets für 51 Runs. Für Südafrika begannen die Eröffnungs-Batter Ryan Rickelton und Reeza Hendricks. Rickelton konnte 36 Runs erreichen und wurde gefolgt von Matthew Breetzke. Hendricks gelang ein Fifty über 51 Runs, ebenso wie Breetzke, der keinen weiteren Partner fand der sich an seiner Seite etablierte. So endete das Innings ohne das Südafrika die Vorgabe einholen konnte. Beste irische Bowler waren Mark Adair mit 4 Wickets für 31 Runs und Graham Hume mit 3 Wickets für 25 Runs. Als Spieler des Spiels wurde Ross Adair ausgezeichnet.

## One-Day Internationals

### Erstes ODI
| 2. Oktober Scorecard | Abu Dhabi | Südafrika 271-9 (50)           | – | Irland 132 (31.5) |
|                      |           | Südafrika gewinnt mit 139 Runs |   |                   |

Südafrika gewann den Münzwurf und entschied sich als Schlagmannschaft zu beginnen. Für sie formten die Eröffnungs-Batter Ryan Rickelton und Tony de Zorzi eine Partnerschaft. De Zorzi schied nach 12 Runs aus, woraufhin Tristan Stubbs aufs Feld kam. Rickelton verlor sein Wicket nach einem Fifty über 91 Runs und Stubbs kurz darauf ebenfalls nach einem Fifty über 79 Runs. Der hineinkommende Wiaan Mulder erzielte 11 Runs, woraufhin Bjorn Fortuin und Lizaad Williams eine Partnerschaft formten. Williams erreichte 13 Runs und nachdem Lungi Ngidi ins piel gekommen war, schied Fortuin nach 28 Runs aus. Ngidi beendete das Wicket mit 20* Runs und erhöhte so die Vorgabe für Irland auf 272 Runs. Beste irische Bowler waren Mark Adair mit 4 Wickets für 50 Runs und Craig Young mit 3 Wickets für 45 Runs. Für Irland formte Eröffnungs-Batter Andrew Balbirnie zusammen mit dem dritten Schlagmann Curtis Campher eine Partnerschaft. Balbirnie erreichte 20 Runs und der hineinkommende Harry Tector 12 weitere, bevor auch Campher nach 20 Runs ausschied. Daraufhin formten George Dockrell und Mark Adair eine Partnerschaft. Adair gelangen 12 Runs und wurde gefolgt durch Andy McBrine. Dockrell erreichte 21 Runs und nachdem McBrine nach 14 Runs ausgeschieden war, konnte Craig Young noch 12* weitere Runs erzielen bis das letzte Wicket des spiels im 32. Over fiel. Dies reichte jedoch nicht um die Vorgabe zu gefährden. Bester südafrikanischer Bowler war Lizaad Williams mit 4 Wickets für 32 Runs. Als Spieler des Spiels wurde Ryan Rickelton ausgezeichnet.

### Zweites ODI
| 4. Oktober Scorecard | Abu Dhabi | Südafrika 343-4 (50)           | – | Irland 169 (30.3) |
|                      |           | Südafrika gewinnt mit 174 Runs |   |                   |

Südafrika gewann den Münzwurf und entschied sich als Schlagmannschaft zu beginnen. Für sie bildeten die Eröffnungs-Batter Ryan Rickelton und Temba Bavuma eine Partnerschaft. Bavuma schied nach 35 Runs verletzt aus und wurde durch Rassie van der Dussen ersetzt. Rickelton gelangen 40 Runs, woraufhin Kyle Verreynne ins Spiel kam. Van der Dussen erzielte 35 Runs und nachdem Tristan Stubbs aufs Spiel gekommen war, verlor Verreynne sein Wicket nach einem Fifty über 67 Runs. An der Seite von Stubbs gelangen Wiann Mulder 43 Runs und Stubbs erzielte bis zum Ende des Innings ein Century über 112* Runs aus 81 Bällen, womit er die Vorgabe für Irland auf 344 Runs erhöhte. Die irischen Wickets erzielten Curtis Campher, Andy McBrine, Gavin Hoey und Craig Young. Irland verlor früh seine Eröffnungs-Batter, bevor Curtis Campher und Harry Tector eine Partnerschaft formten. Campher erreichte 17 Runs und Tector 20 weitere. Daraufhin bildeten George Dockrell und Mark Adair eine weitere Partnerschaft. Dockrell gelangen 11 Runs und nachdem Andy McBrine aufs Feld kam, schied Adair nach 21 Runs aus. Dieser wurde durch Gavin Hoey ersetzt. McBrine konnte 10 Run erreichen und Hoey 23 weitere. Die letzte Partnerschaft formten Graham Hume und Craig Young. Hume verlor das letzte Wicket des Innings nach 21 Runs im 31. Pver, als Young bei 29* Runs stand. Bester südafrikanischer Bowler war Lizaad Williams mit 3 Wickets für 36 Runs. Als Spieler des Spiels wurde Tristan Stubbs ausgezeichnet.

### Drittes ODI
| 7. Oktober Scorecard | Abu Dhabi | Irland 284-9 (20)          | – | Südafrika 215 (46.1) |
|                      |           | Irland gewinnt mit 69 Runs |   |                      |

Irland gewann den Münzwurf und entschied sich als Schlagmannschaft zu beginnen. Für sie formten die Eröffnungs-Batter Andy Balbirnie und Paul Sitrling6 eine Partnerschaft. Balbirnie gelangen 45 Runs und der ihm folgende Curtis Campher 34 Runs. Nachdem Harry Tector aufs Spielfeld gekommen war, schied Stirling nach einem Fifty über 88 Runs aus. Der hineinkommende Lorcan Tucker konnte 26 Runs erzielen und Tector verlor sein Wicket nach einem Fifty über 60 Runs. Kurz darauf endete das Innings mit einer Vorgabe von 285 für Südafrika. Bester südafrikanischer Bowler war Lizaad Williams mit 4 Wickets für 56 Runs. Südafrika verlor früh drei Wickets, bevor Kyle Verreynne und Tristan Stubbs eine Partnerschaft formten. Verreynne erreichte 38 Runs und wurde durch Jason Smith ersetzt. Stubbs gelangen 20 Runs, woraufhin Andile Phehlukwayo 23 und Bjorn Fortuin 11 Runs erzielten. Smith verlor sein Wicket nach einem Fifty über 91 Runs und als das letzte Wicket fiel, hatte Südafrika es nicht geschafft die Vorgabe einzuholen. Beste irische Bowler waren Graham Hume mit 3 Wickets für 29 Runs und Craig Young mit 3 Wickets für 40 Runs. Als Spieler des Spiels wurde Paul Stirling ausgezeichnet.

## Statistiken
Die folgenden Cricketstatistiken wurden bei dieser Tour erzielt.

## Auszeichnungen

### Player of the Series
Als Player of the Series wurden der folgende Spieler ausgezeichnet.
| Serie | Player of the Series |
| ----- | -------------------- |
| ODI   | Lizaad Williams      |
| T20   | Ross Adair           |

### Player of the Match
Als Player of the Match wurden die folgenden Spielerinnen ausgezeichnet.
| Spiel  | Player of the Match |
| ------ | ------------------- |
| 1. ODI | Ryan Rickelton      |
| 2. ODI | Tristan Stubbs      |
| 3. ODI | Paul Stirling       |
| 1. T20 | Ryan Rickelton      |
| 2. T20 | Ross Adair          |